# Olympische Sommerspiele 1992/Teilnehmer (Pakistan)
| Gelbes Symbol für Goldmedaillen mit stilisierten Olympischen Ringen | Graues Symbol für Silbermedaillen mit stilisierten Olympischen Ringen | Braundes Symbol für Bronzemedaillen mit stilisierten Olympischen Ringen |
| ------------------------------------------------------------------- | --------------------------------------------------------------------- | ----------------------------------------------------------------------- |
| —                                                                   | —                                                                     | 1                                                                       |

Pakistan nahm an den Olympischen Spielen 1992 in Barcelona teil. Es war die insgesamt 11. Teilnahme an Olympischen Sommerspielen. Pakistan schickte 27 Athleten nach Barcelona.

## Teilnehmer nach Sportarten

### Boxen
Männer Halbschwergewicht
- Abrar Hussain Syed, 17. Platz
- Asghar Muhammad 9. Platz

Männer Weltergewicht
- Shah Khyber 17. Platz

Männer Leichtgewicht
- Hussain Arshad

### Hockey
Platzierung: 3. Platz 
Kader:
- Akhlaq Ahmed
- Manzoor Ahmed
- Shahbaz Ahmed
- Asif Bajwa
- Khalid Bashir
- Wasim Feroz
- Musaddiq Hussain
- Muhammad Qamar Ibrahim
- Khawaja Junaid
- Muhammad Khalid
- Farhat Hassan Khan
- Shahid Ali Khan
- Mujahid Ali Rana
- Anjum Saeed
- Muhammad Shahbaz
- Tahir Zaman

### Leichtathletik
Männer 100 m
- Hussain Arif Runde 1, 5. Platz

Männer 400 m Hürden
- Ghulam Abbas Halbfinale, Runde 1, 6. Platz

Männer 1500 m
- Nadir Khan Runde 1, 9. Platz

Männer Dreisprung
- Banarus Muhammad Khan Qualifikation, 41. Platz

### Segeln
Männer Finn-Dinghy
- Mamoon Sadiq 29. Platz
- Javed Rasool 29. Platz

### Ringen
Männer Bantamgewicht Freestyle
- Ahmed Naseer Endergebnis, ausgeschieden in Runde 2 von 6